# Иселин Солхејм
Иселин Лекен Солхејм (норв. Iselin Løken Solheim; Нејстдал, 20. јун 1990), позната мононимно као Иселин, норвешка је кантауторка. Позната је по вокалима у сингловима Алана Вокера, Faded и Sing Me to Sleep.

## Каријера
Иселин Лекен Солхејм је рођена у Нејстдалу, смештеном недалеко од Согн ог Фјордана (Норвешка). Почела је да пева у младости. Године 2007, учествовала је у норвешкој верзији Поп идола по имену Idol – Jakten på en superstjerne; завршила је у топ 40. Године 2009, након средње школе, похађала је Skiringssal Folkehøgskule у Сандефјорду, где је углавном студирала музику и потом почела да пише сопствене песме. Године 2010, ишла је на Институт за извођачке уметности у Ливерпулу, где је радила на пројекту Popularize Music & Sound Technology. Овде се развила као уметница и извођач, почев с новим пројектима и стварајући властите звукове.
Након повратка у Норвешку из Уједињеног Краљевства, Биси мјузик је моментално прихватио. Потом је објавила добро прихваћен деби сингл, What's Happening, који је био прилично слушан и одабран као песма недеље (Song of the Week) за националну радио-станицу Радио Норге. У то време Солхејмова је упознала Јеспера Боргена заједно с њеним бившим менаџером Хилдеом Валом из Биси мјузика да би тестирали ново партнерство. Касније су написали текст, мелодију и произвели песму The Wizard of Us заједно.
Крајем 2015. и почетком 2016, њени вокали су били неприписани на Вокеровим EDM песмама  и .
Године 2018, објавила је свој нови сингл — Bathtub.

## Дискографија

### Синглови

#### Као водећи уметник
| Наслов        | Година | Албум             |
| ------------- | ------ | ----------------- |
|               |        |                   |
| Приписано као |        |                   |
|               | 2012   | non-album singles |
|               | 2013   | non-album singles |
|               |        | non-album singles |
|               | 2015   | non-album singles |
|               | 2016   | non-album singles |
|               |        |                   |
| Приписано као |        |                   |
| [ 3 ]         | 2018   | non-album single  |

#### Као feat. уметник
| Наслов                             | Година | Албум/ЕП         |
| ---------------------------------- | ------ | ---------------- |
|                                    |        |                  |
| Приписано као                      |        |                  |
| (Сиркуз Иселин Солхејм)            | 2013   |                  |
| (Лотус са Монтисом Иселин Солхејм) | 2017   | non-album single |
|                                    |        |                  |
| Приписано као                      |        |                  |
| (Рајан Рибек Иселин)               | 2017   | non-album single |
| (Феликс Картал Иселин)             | 2018   |                  |
| (Себ Иселин)                       | 2018   | (ЕП)             |
| (Грифин Иселин)                    | 2018   | non-album single |

### Остале песме
| Наслов           | Година | Платформа  |
| ---------------- | ------ | ---------- |
|                  | 2010   | Саундклауд |
| (feat. Јеспер Борген) | 2012   | Јутјуб     |

### Заслуге за продукцију
| Наслов | Година | Уметник    | Улога                 |
| ------ | ------ | ---------- | --------------------- |
|        | 2015   | Алан Вокер | неприписани вокалиста |
|        | 2016   | Алан Вокер | неприписани вокалиста |

### Музичка видеа
| Наслов | Година | Режисери                     |
| ------ | ------ | ---------------------------- |
| [ 9 ]  | 2013   | Н/Д                          |
| [ 10 ] | 2015   | Рикард Хегбом Тобијас Хегбом |
| [ 11 ] | 2015   | Н/Д                          |